# Nayoro
Nayoro (em japonês: 名寄市; -shi, Ainu: Nay Oro) é uma cidade japonesa localizadas na subprovíncia de Kamikawa, na província de Hokkaido.
Em 2003 a cidade tinha uma população estimada em 27 311 habitantes e uma densidade populacional de 86,81 h/km². Tem uma área total de 314,62 km².
Recebeu o estatuto de cidade a 1 de Abril de 1956.

## Cidades-irmãs

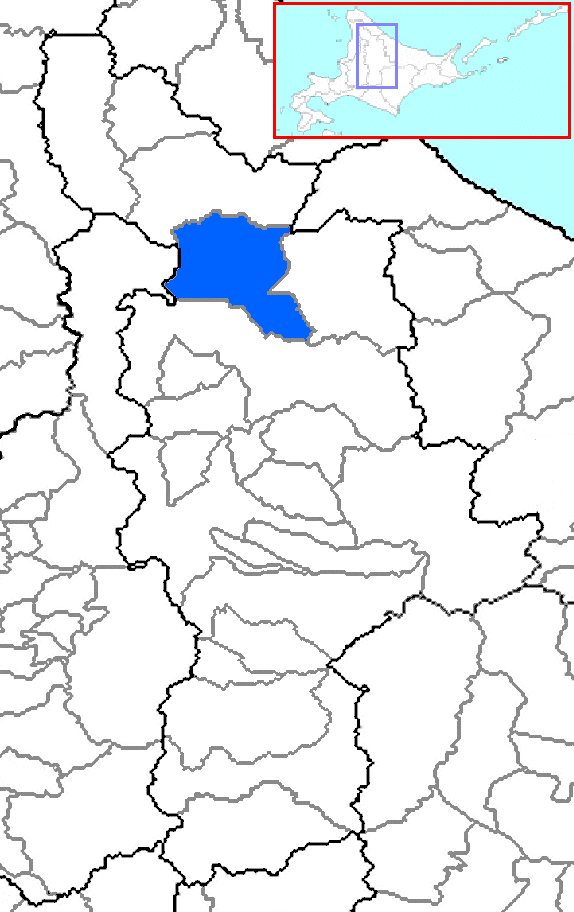

- Kawartha Lakes, Canadá
- Dolinsk, Rússia